# Karine Deshayes

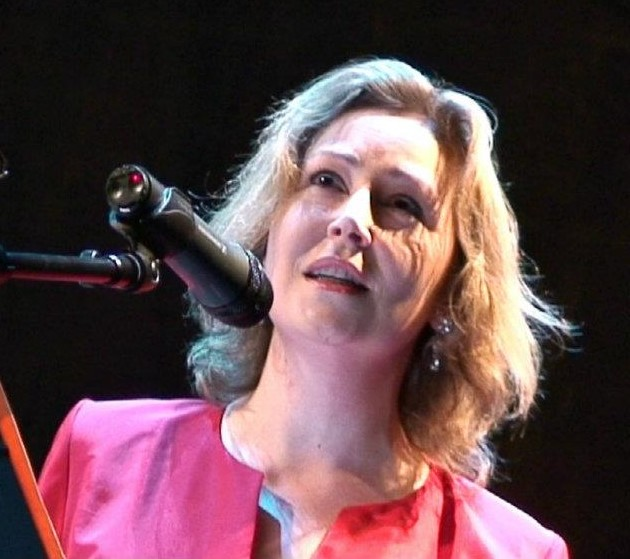
Karine Deshayes (2011)

Karine Deshayes (geboren am 25. Januar 1973 in Rueil-Malmaison) ist eine französische Mezzosopranistin, die insbesondere in Belcanto-Partien von Rossini und Bellini reüssierte.

## Leben, Werk
Deshayes studierte zunächst Musikwissenschaft an der Universität Paris IV (Paris-Sorbonne), dann Gesang bei Mireille Alcantara am Pariser Konservatorium. Schwerpunkt ihrer Studien war der Bereich der Barockmusik bei Emmanuelle Haïm. Weiters besuchte sie Meisterklassen bei Régine Crespin, die ihre Mentorin wurde.
1998 wurde sie an die Opéra National de Lyon verpflichtet. 2005 debütierte sie als Zweite Dame in Mozarts Zauberflöte bei den Salzburger Festspielen. Im Oktober 2006 sang sie erstmals an der New Yorker Metropolitan Opera die Rolle der Siébel in Gounods Faust. 2011 debütierte sie als Urbain in Meyerbeer Les Huguenots am Teatro Real in Madrid. 2014 trat sie in der Titelpartie von Rossinis La Cenerentola an der San Francisco Opera auf. Im Oktober 2023 übernahm sie die Titelpartie von Meyerbeer L’Africaine an der Opéra de Marseille.
Zu weiteren wichtigen Partien zählen die Donna Elvira, Figaro-Gräfin, Adalgisa und Norma in der gleichnamigen Oper Bellinis, die Valentine in Meyerbeers Les Huguenots, die Marguerite in La damnation de Faust von Hector Berlioz und die Concepcion in L'Heure Espagnole von Maurice Ravel, die sie in Monte Carlo verkörperte.

## Preise
- 2001: Voix d'Or
- 2002: Voix Nouvelles

## Quelle
- Karine Deshayes, Mezzo Soprano

| Personendaten    | Personendaten                 |
| ---------------- | ----------------------------- |
| NAME             | Deshayes, Karine              |
| KURZBESCHREIBUNG | französische Mezzosopranistin |
| GEBURTSDATUM     | 25. Januar 1973               |
| GEBURTSORT       | Rueil-Malmaison               |